# Das Philosophische Quartett
Das Philosophische Quartett was een televisieprogramma dat tussen 2002 en mei 2012 werd uitgezonden door de Duitse omroep ZDF. Twee filosofen, Peter Sloterdijk en Rüdiger Safranski, treden in elk programma in discussie met twee gasten over een bepaald thema, dat vanuit een filosofisch perspectief wordt bediscussieerd. Het programma werd doorgaans een keer per maand uitgezonden op zondagavond en werd opgenomen in Autostadt, een multi-functioneel centrum van Volkswagen in Wolfsburg en in Gläserne Manufaktur in Dresden.  